# Josefa Frandl
Josefine „Putzi” Frandl, po mężu Crotty (ur. 5 lipca 1930 w Radstadt) – austriacka narciarka alpejska, wicemistrzyni olimpijska oraz trzykrotna medalistka mistrzostw świata.

## Kariera
Pierwsze sukcesy w karierze Josefine Frandl odniosła w 1952 roku, kiedy wygrała bieg zjazdowy w Tschagguns. W 1955 roku była najlepsza w slalomie podczas zawodów Hahnenkammrennen w Kitzbühel. Rok później wystartowała na igrzyskach olimpijskich w Cortinie d’Ampezzo, zdobywając srebrny medal w gigancie. W zawodach tych rozdzieliła na podium Ossi Reichert ze Wspólnej Reprezentacji Niemiec oraz swą rodaczkę, Dorotheę Hochleitner. Na tych samych igrzyskach była też piąta w slalomie oraz trzynasta w zjeździe. W 1957 roku po raz drugi wygrała zawody Hahnenkammrennen, rok później była najlepsza w gigancie na zawodach SDS-Rennen w Grindelwald oraz slalomie i kombinacji podczas zawodów Arlberg-Kandahar-Rennen w St. Anton, a w latach 1959−1960 trzykrotnie triumfowała w zawodach Harriman Cup w Sun Valley. W 1958 roku zdobyła także dwa medale podczas mistrzostw świata w Badgastein. Najpierw zajęła drugie miejsce w slalomie, plasując się między Norweżką Inger Bjørnbakken a Annemarie Waser ze Szwajcarii. Pięć dni później zdobyła brązowy medal w kombinacji, ulegając tylko Szwajcarce Friedzie Dänzer i Lucile Wheeler z Kanady. Brała także udział w igrzyskach olimpijskich w Squaw Valley, jednak w żadnej z konkurencji nie znalazła się w czołowej dziesiątce. Czterokrotnie zdobywała mistrzostwo kraju: w gigancie 1955 roku oraz zjeździe, gigancie i kombinacji w 1958 roku.
Po zakończeniu kariery pracowała jako instruktorka narciarstwa. Wyszła za mąż i osiedliła się w Kolorado w stanach Zjednoczonych.

## Osiągnięcia

### Igrzyska olimpijskie
| Miejsce | Dzień       | Rok  | Miejscowość       | Konkurencja | Czas biegu | Strata | Zwyciężczyni      |
| ------- | ----------- | ---- | ----------------- | ----------- | ---------- | ------ | ----------------- |
| 2.      | 27 stycznia | 1956 | Cortina d’Ampezzo | Gigant      | 1:56,5     | +1,3   | Rosa Reichert     |
| 5.      | 30 stycznia | 1956 | Cortina d’Ampezzo | Slalom      | 1:52,3     | +5,6   | Renée Colliard    |
| 13.     | 1 lutego    | 1956 | Cortina d’Ampezzo | Zjazd       | 1:40,7     | +10,3  | Madeleine Berthod |
| 39.     | 20 lutego   | 1960 | Squaw Valley      | Zjazd       | 1:37,6     | +34,0  | Heidi Biebl       |
| 21.     | 23 lutego   | 1960 | Squaw Valley      | Gigant      | 1:39,9     | +5,8   | Yvonne Rüegg      |
| 16.     | 26 lutego   | 1960 | Squaw Valley      | Slalom      | 1:49,6     | +13,4  | Anne Heggtveit    |

### Mistrzostwa świata
| Miejsce | Dzień       | Rok  | Miejscowość       | Konkurencja | Czas biegu | Strata    | Zwyciężczyni      |
| ------- | ----------- | ---- | ----------------- | ----------- | ---------- | --------- | ----------------- |
| 2.      | 27 stycznia | 1956 | Cortina d’Ampezzo | Gigant      | 1:56,5     | +1,3      | Rosa Reichert     |
| 5.      | 30 stycznia | 1956 | Cortina d’Ampezzo | Slalom      | 1:52,3     | +5,6      | Renée Colliard    |
| 13.     | 1 lutego    | 1956 | Cortina d’Ampezzo | Zjazd       | 1:40,7     | +10,3     | Madeleine Berthod |
| 2.      | 3 lutego    | 1958 | Badgastein        | Slalom      | 1:45,6     | +1,4      | Inger Bjørnbakken |
| 5.      | 6 lutego    | 1958 | Badgastein        | Zjazd       | 2:12,1     | +3,6      | Lucile Wheeler    |
| 11.     | 8 lutego    | 1958 | Badgastein        | Gigant      | 1:54,6     | +3,7      | Lucile Wheeler    |
| 3.      | 8 lutego    | 1958 | Badgastein        | Kombinacja  | 3,80 pkt   | +2,32 pkt | Frieda Dänzer     |
| 39.     | 20 lutego   | 1960 | Squaw Valley      | Zjazd       | 1:37,6     | +34,0     | Heidi Biebl       |
| 21.     | 23 lutego   | 1960 | Squaw Valley      | Gigant      | 1:39,9     | +5,8      | Yvonne Rüegg      |
| 16.     | 26 lutego   | 1960 | Squaw Valley      | Slalom      | 1:49,6     | +13,4     | Anne Heggtveit    |